# كاتدرائية أورفيتو

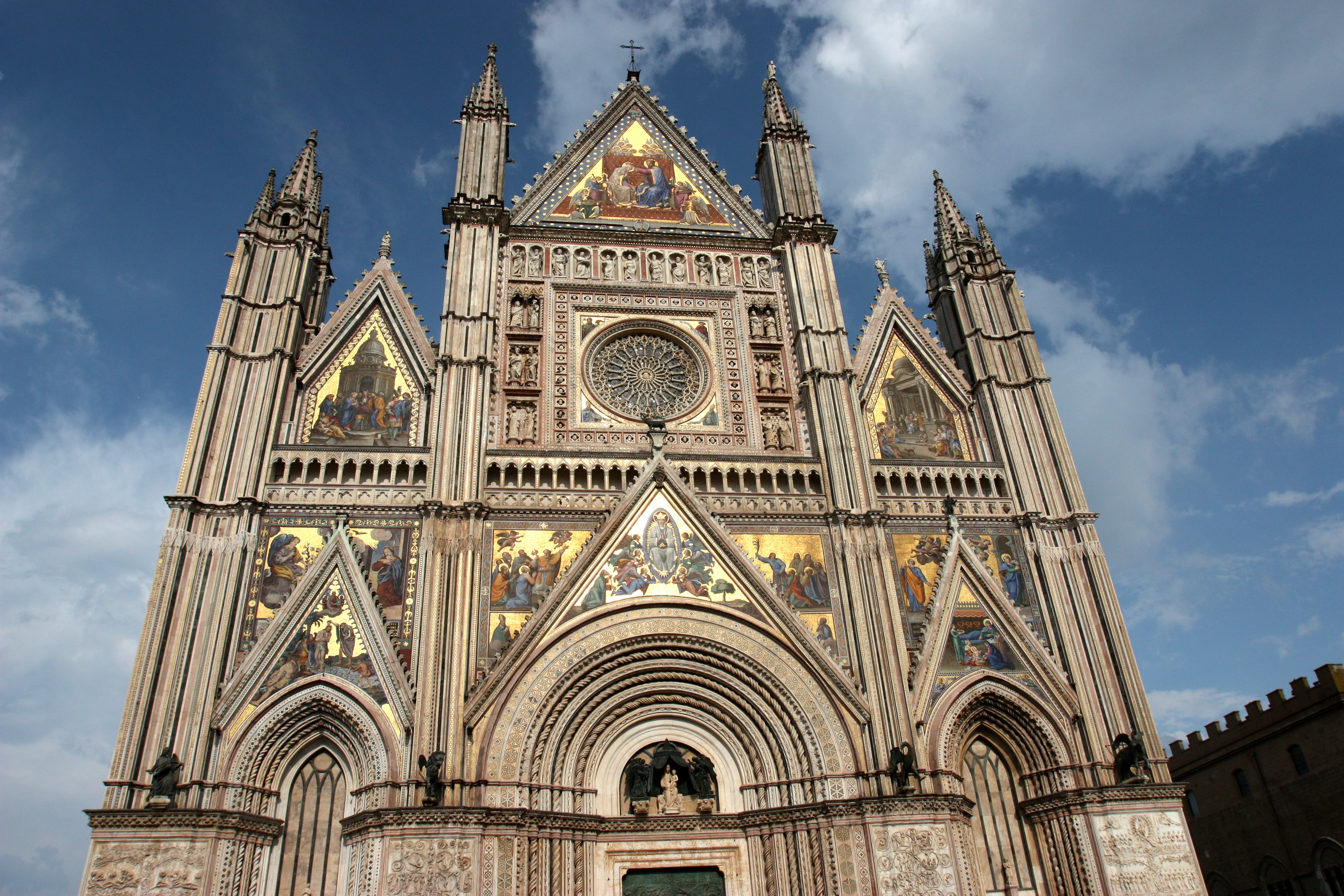
واجهة كاتدرائية أورفيتو

كاتدرائية أورفيتو هي كاتدرائية رومانية كاثوليكية كبيرة من القرن الرابع عشر تقع في أورفيتو في أومبريا في وسط إيطاليا. شيد المبنى بأوامر من البابا أوربان الرابع لإحياء ذكرى وتوفير منزل لكوربورال بولزينا.